# Carl Laurin (förläggare)
Carl Laurin, född 2 november 1840 i Stockholm, död 21 november 1917 där, var en svensk boktryckare, bokförläggare och ingenjör.
Carl Laurin var till grosshandlaren Gustaf Philip Laurin, bror till Gösta Laurin och Albert Laurin. Efter läroverksstudier i Stockholm var han elev vid slöjdskolan 1857–1858, inskrevs vid Teknologiska institutet 1858 och utexaminerades från dess fackavdelning för väg- och vattenbyggnad 1862. Efter en tids tjänstgöring som biträdande nivellör vid Statens järnvägar genomgick han 1863–1865 Ultuna lantbruksinstitut, var biträdande länsagronom i Örebro län 1866 och tillbringade ett år under resor i England och Skottland. 1868 anlade Laurin tillsammans med ingenjören Gustaf Robert Gallander en mekanisk snickerifabrik i Uddevalla och var delägare i denna fram till 1879. Sedan yngre brodern Albert avlidit, inträdde Carl som bolagsman i P.A. Norstedt & Söner, där han till en början övertog ledningen av stilgjuteriet. Efter brodern Göstas död 1879 var Carl en tid ensam Norstedts chef, innan bolaget samma år ombildades till aktiebolag med Gustaf Holm som VD. Carl Laurin ingick som kassadirektör och styrelseledamot i bolaget, en post han innehade till 1899. Därutöver intresserade han sig mycket för AB Jakob Bagges sedeltryckeri och var bolagets VD från 1893 och fram till sin död. Som Gösta Laurins efterträdare utsågs han 1879 till föreståndare för Konstförvantskapets kassa, ett uppdrag han innehade till 1899. Han spelade även en viktig roll inom Svenska Teknologföreningen, där han var styrelseledamot 1889–1892 och 1898–1901, var ledamot av förvaltningsutskottet 1891, kassadirektör 1890 och 1892 samt vice ordförande för dess avdelning för mekanik 1892–1893.